# Michael Rummenigge
Michael Rummenigge (Lippstadt, Alemanya, 3 de febrer de 1964) és un exfutbolista alemany. Va disputar 2 partits amb la selecció d'Alemanya.